# 明奇蓝人
明奇蓝人（英語：blue men of the Minch），也被稱為風暴凯尔派（蘇格蘭蓋爾語： 蘇格蘭蓋爾語發音：[nə fiɾʲ ˈɣɔɾɔmə]），是居住在外赫布里底群島北部和蘇格蘭大陸之間水域的神話生物，它们尋找淹死的水手和受災的船隻。它們似乎局限於北部的明奇海峡和周邊地區以及遠至威克的東部，在蘇格蘭的其他地方不為人知，在世界其他地方也沒有對應物。
除了藍色之外，這些神話中的生物看起來很像人類，而且大小差不多。它們有製造風暴的能力，但當天氣晴朗時，它們會漂浮在水面上或水面以下睡覺。藍人游泳時軀幹從海中抬起，像海豚一樣扭動和潛水。传说中说他們會說話，當一群人接近一艘船時，它的首領可能會向船長喊兩行詩，並让他挑战完成這首詩。如果船長在該任務中失敗，那麼藍人將試圖傾覆他的船。
解釋神話中的藍人的理解认为，他們可能是大海的化身，或者起源於皮克特人。他們的彩繪身體可能會給人一種從水中升起的印象可能類似於皮划艇。藍人的起源也可能與維京人帶到蘇格蘭的北非奴隸有關，他們在那裡靠近明奇海峡的希恩特群島度过了冬季。